# راه سوم

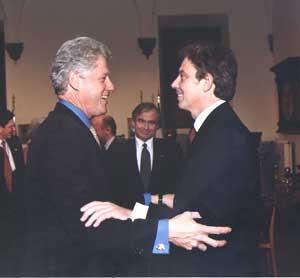
بیل کلینتون و تونی بلر، از پیروان اولیهٔ «راه سوم» هستند

در سیاست راه سوم (Third Wayism) موضعی شبیه به میانه گرایی است که با دفاع از ترکیب متغیری از خط مشی‌های سیاسی دست راستی و اجتماعی دست چپی برای آشتی دادن سیاست‌های راست و چپ تلاش می‌کند. راه سوم به عنوان یک بازاریابی جدی سیاست‌های مختلف جنبش‌های چپ میانه ترقی خواه در پاسخ به شک و تردید بین‌المللی در مورد کارامدی مداخله اقتصادی ایجاد شد که پیشتر از سوی اقتصاد کینزی ترویج می‌شد و در تقابل با محبوبیت فزاینده لیبرالیسم اقتصادی و لیبرالیسم اجتماعی قرار داشت.
در خصوص این سیاست، آنتونی_گیدنز، جامعه‌شناس بریتانیایی، کتابی با عنوان راه سوم منتشر کرده است. این سیاست در محورهایی از جمله خانواده، جهانی شدن، اقتصادهای بین المللی؛ راه سوم را مورد بررسی قرار داده است و خاططر نشان کرده است که به منظور بهره‌مندی از مزایای این سیاست می‌بایست همواره میان چپ و راست توازن و دوستی برقرار باشد. اگر این دو در تعارض با یکدیگر باشند راه سوم مجالی برای سخن نمی‌یابد. گفته شده طرفداران اقتصاد اسلامی عموماً آن را نه سوسیالیستی و نه سرمایه‌داری، بلکه به عنوان یک «راه سوم» توصیف می کنند.